# Valle Clinker
El valle Clinker (en inglés: Clinker Gulch) es un valle que se extiende desde el cerro Lucifer hasta la costa norte de la Isla Candelaria del archipiélago Candelaria, en las islas Sandwich del Sur.
El nombre fue aplicado en 1981 por el Comité de Topónimos Antárticos del Reino Unido haciendo referencia a la naturaleza volcánica y sulfurosa de las islas y la colada de lava que cubre la zona, asemejándose a la escoria de la metalurgia. No existe nombre oficial en la toponimia argentina del archipiélago.
La isla nunca fue habitada ni ocupada, y como el resto de las Sandwich del Sur es reclamada por el Reino Unido que la hace parte del territorio británico de ultramar de las Islas Georgias del Sur y Sandwich del Sur, y la República Argentina, que la hace parte del departamento Islas del Atlántico Sur dentro de la provincia de Tierra del Fuego, Antártida e Islas del Atlántico Sur.